# Margarethe Stonborough-Wittgenstein
Margarethe Anna Maria Stonborough-Wittgenstein (auch Margaret) (* 19. September 1882 in Neuwaldegg, heute Stadt Wien; † 27. September 1958 in Wien) war die jüngste Tochter des Stahlmagnaten Karl Wittgenstein, Schwester des Philosophen Ludwig Wittgenstein und des Pianisten Paul Wittgenstein und Bauherrin des Hauses Wittgenstein in Wien.

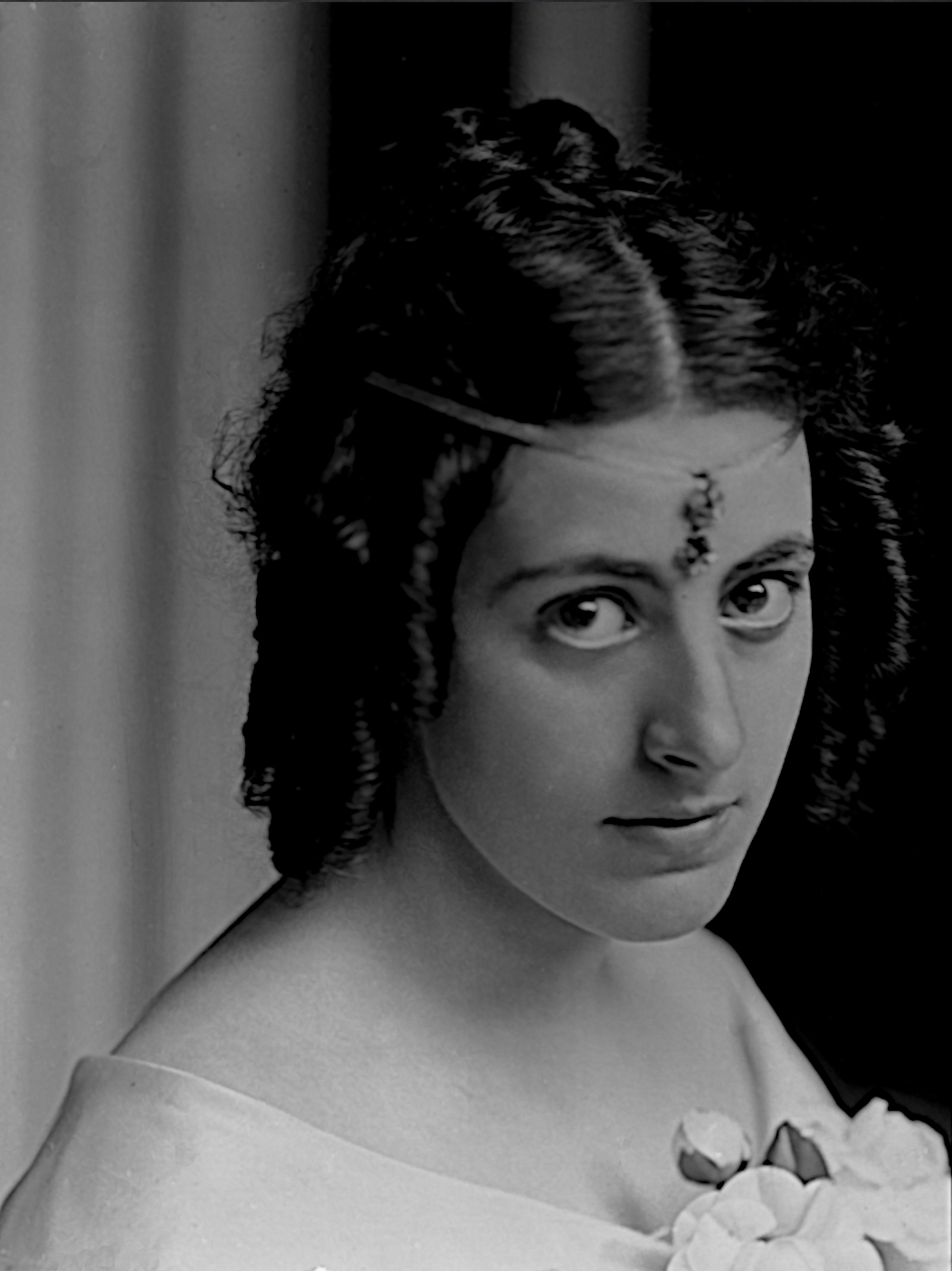
Aufnahme von Ferdinand Schmutzer (1903)

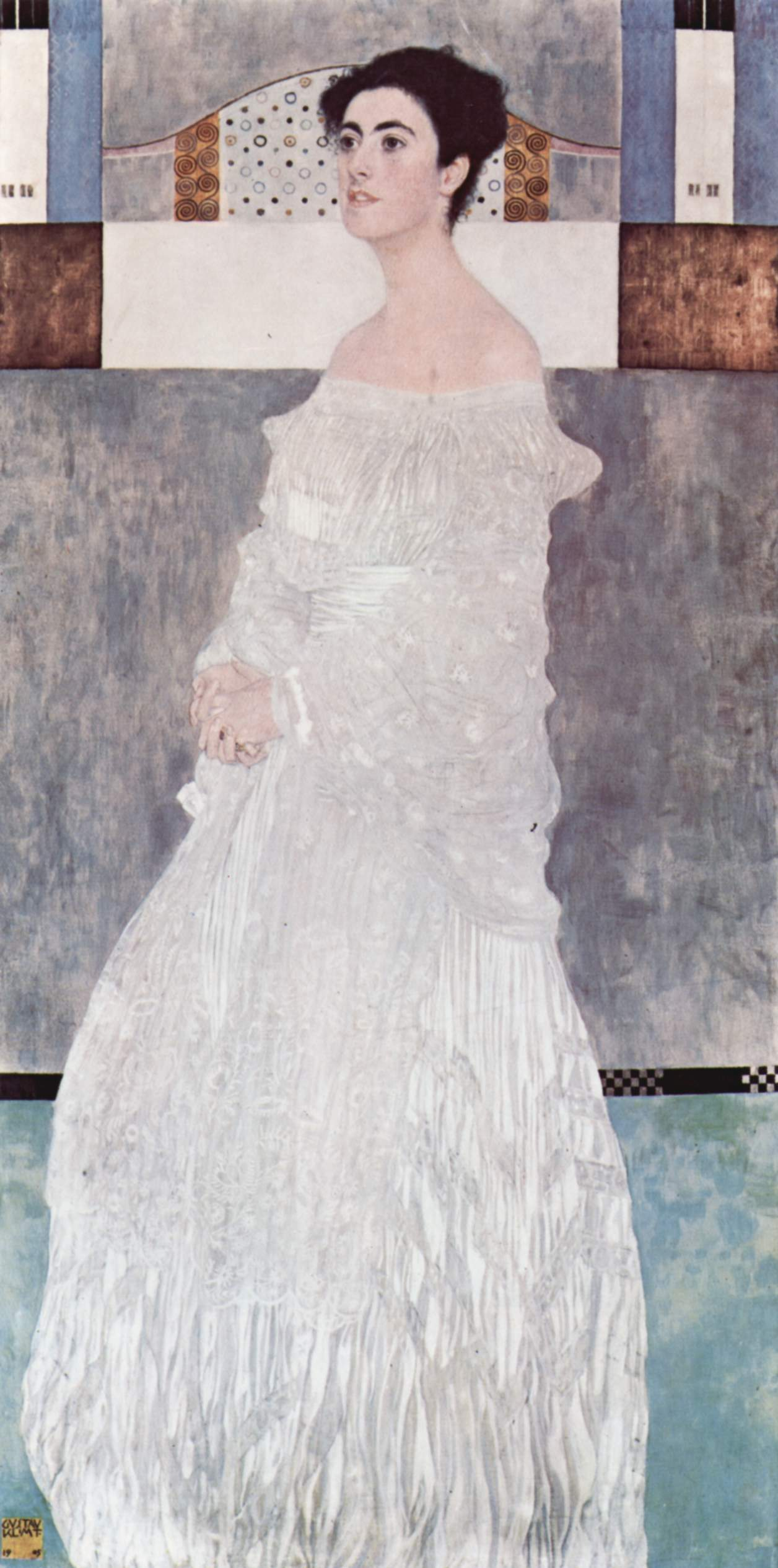
Gustav Klimt: Porträt von Margarethe Stonborough-Wittgenstein, 1905. Neue Pinakothek, München

## Leben
Margarethe Wittgenstein stammte als Teil der Familie Wittgenstein aus dem assimilierten (und konvertierten) jüdischen Großbürgertum Wiens. Die Tochter eines autoritären Patriarchen, der vor allem seine Söhne massiv unterdrückte, entwickelte sich zu einer vielseitig begabten, unkonventionellen und imposanten Persönlichkeit (drei ihrer Brüder dagegen starben durch Selbstmord, und Ludwig, der berühmteste, litt häufig unter Depressionen). Margarethe befasste sich mit Mathematik, Psychoanalyse und Karl Kraus, arbeitete zeitweilig in einem chemischen Labor in Zürich, zeichnete nach der Natur, führte einen Salon und hatte großen Einfluss auf den jüngeren Ludwig.
Am 7. Januar 1905 heiratete Margarethe Wittgenstein den New Yorker Fabrikanten Jerome Stonborough und übersiedelte mit ihm noch im selben Jahr nach Berlin. Im selben Jahr entstand auch, von den Eltern in Auftrag gegeben, Gustav Klimts bekanntes Porträt der 23-Jährigen (nach Verkauf aus Familienbesitz seit 1963 in der Neuen Pinakothek, München). 1913 kaufte das Paar die Villa Toscana in Gmunden, 1923 erfolgte die Trennung, im Juni 1938 starb Jerome in der Villa durch Suizid.
Margarethe Stonborough-Wittgenstein war Präsidentin des 1921 vom 1912 gegründeten Österreichischen Werkbund abgespaltenen Werkbunds Wien. 1926–1928 ließ Margarethe Stonborough-Wittgenstein ihr asketisch kubistisches Stadtpalais in Wien errichten. Architekt war Paul Engelmann, ein Schüler von Adolf Loos, allerdings unter starker Beteiligung Ludwig Wittgensteins. 
1940 emigrierte sie in die USA, kehrte nach dem Zweiten Weltkrieg nach Österreich zurück und erhielt, nach einiger Bemühung, ihr vom NS-Regime beschlagnahmtes Eigentum im Wesentlichen restituiert. Bestattet wurde Margarethe Stonborough-Wittgenstein im Familiengrab Stonborough auf dem Stadtfriedhof in Gmunden.